# Abraham Lipski
Abram (Abraham) Icchok Lipski (Łódź, 30 november 1911 – Brussel, 1 december 1982) was een Pools-Belgisch ingenieur en uitvinder. Hij is vooral bekend omwille van het technisch ontwerp en de realisatie van de Zuidertoren en Parking 58 in Brussel waarin zijn uitvinding, de Preflexligger, veelvuldig werd gebruikt.

## Leven en werk

### Opleiding en oorlogsjaren
Lipski, van Joodse afkomst, volgde middelbaar onderwijs in zijn geboortestad. Wegens de numerus clausus-regeling voor Poolse Joden werd hem de toegang tot universiteitsstudies ontzegd. In 1931 kwam hij naar België om er de ingenieursstudies aan te vatten aan de Rijksuniversiteit Gent. Hij behaalde het ingenieursdiploma in 1935 en werd er onmiddellijk assistent van Gustaaf Magnel waar hij onderzoekswerk deed in diens laboratorium voor gewapend beton. Lipski besloot in België te blijven en richtte samen met enkele voormalige studiegenoten een ingenieursbureau op.
Om te ontsnappen aan de Jodenvervolging van de Tweede Wereldoorlog dook de inmiddels gehuwde Lipski onder in de regio Gent en slaagde erin om uit de greep van de Duitsers te blijven. Zijn volledige familie in Polen werd echter volledig uitgeroeid. Door voor slechts één grote klant te werken, met name rubberfabrikant Bergougnan in Evergem, slaagde hij erin om zijn gezin tijdens de oorlog van een inkomen te voorzien.
In 1948 vestigde Lipski zich in Brussel en richtte er een eigen ingenieursbureau op. Drie jaar later werd hij genaturaliseerd tot Belg.

### Preflexligger
Lipski ontwikkelde in 1950 de Preflexligger, een voorgespannen stalen I-profiel waarbij de onderflens werd omhuld door beton. De elastische berekeningen van de spanning werden verwezenlijkt in het laboratorium van Louis Baes aan de Université libre de Bruxelles. De berekeningen werden in 1951 voorgesteld op een congres over voorgespannen beton dat door Gustaaf Magnel te Gent werd georganiseerd.
Het grote voordeel van de ligger is dat bij gelijke doorbuiging, de totale hoogte van de Preflexligger beperkt kan blijven waardoor grotere overspanningen mogelijk zijn. Lipski nam een octrooi op zijn uitvinding en leidde de fabricage van de Preflexliggers te Ternat tot in 1978.
De Preflexligger werd voor het eerst gebruikt bij de voltooiing Noord-Zuidverbinding en vond al vlug toepassing bij de bouw van bruggen (zowel voor de spoorweg als voor de weg, tunnels en hoge gebouwen zoals het Berlaymontgebouw.

### Bekende ontwerpen
Lipski ontwierp samen met architect Pierre D'Haveloose in 1957 Parking 58. Hij ontwierp een spiraalvormige oprit waarbij twee auto's elkaar konden kruisen. Dit was mogelijk door gebruik te maken van maximale overspanningen door middel van de Preflexligger waardoor tussenkolommen overbodig werden.
Voor de Wereldtentoonstelling van 1958 van Brussel ontwierp hij de paviljoenen van Israël, van Brazilië, waarvan het dak de vorm van een hangmat had, en het paviljoen van het Vervoer. Vooral dit laatste paviljoen was merkwaardig met een overkapping van 96 meter, ondersteund door 38 scharnierende kolommen waarbij de stabiliteit werd verzekerd door - met behulp van veren - onder spanning gehouden kabels. Lipski kreeg voor dit paviljoen de R.S. Reynolds Memorial Award van het American Institute of Architects voor de opmerkelijkste toepassing van aluminium ter wereld. Jurylid Pier Luigi Nervi was onder de indruk van de originaliteit van het kabelsysteem en de manier waarop architectuur en constructie op elkaar waren afgestemd.
De bekendste realisatie van Lipski is de Zuidertoren die voltooid werd in 1967. Met een hoogte van 150 meter is de toren het hoogste gebouw van België. Er staan geen dragende kolommen buiten de kern, die 20 meter op 20 meter meet. Buiten die kern worden de vloeren enkel gedragen door de overkragingen van de Preflexliggers.

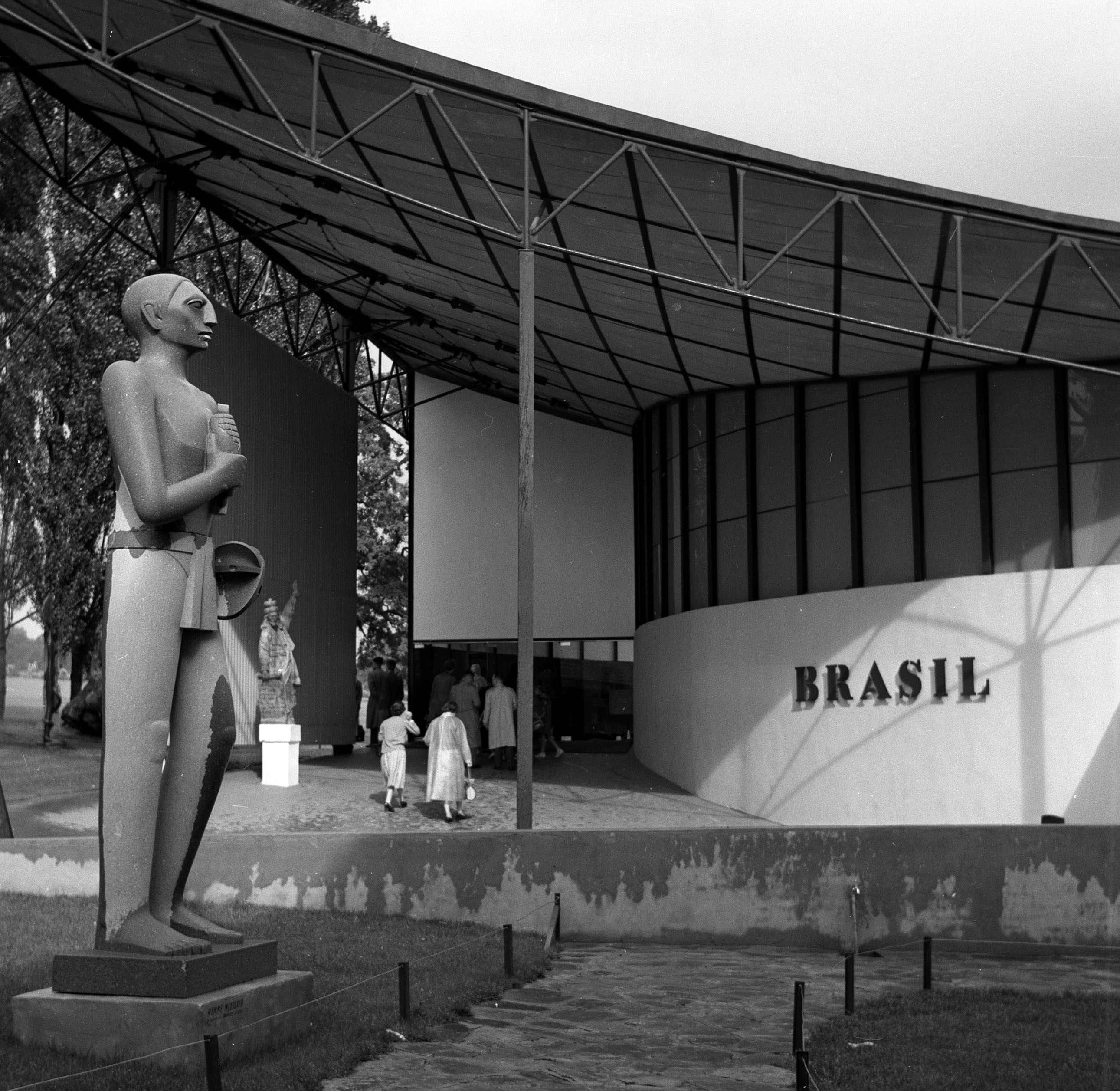
Braziliaans paviljoen op Expo58
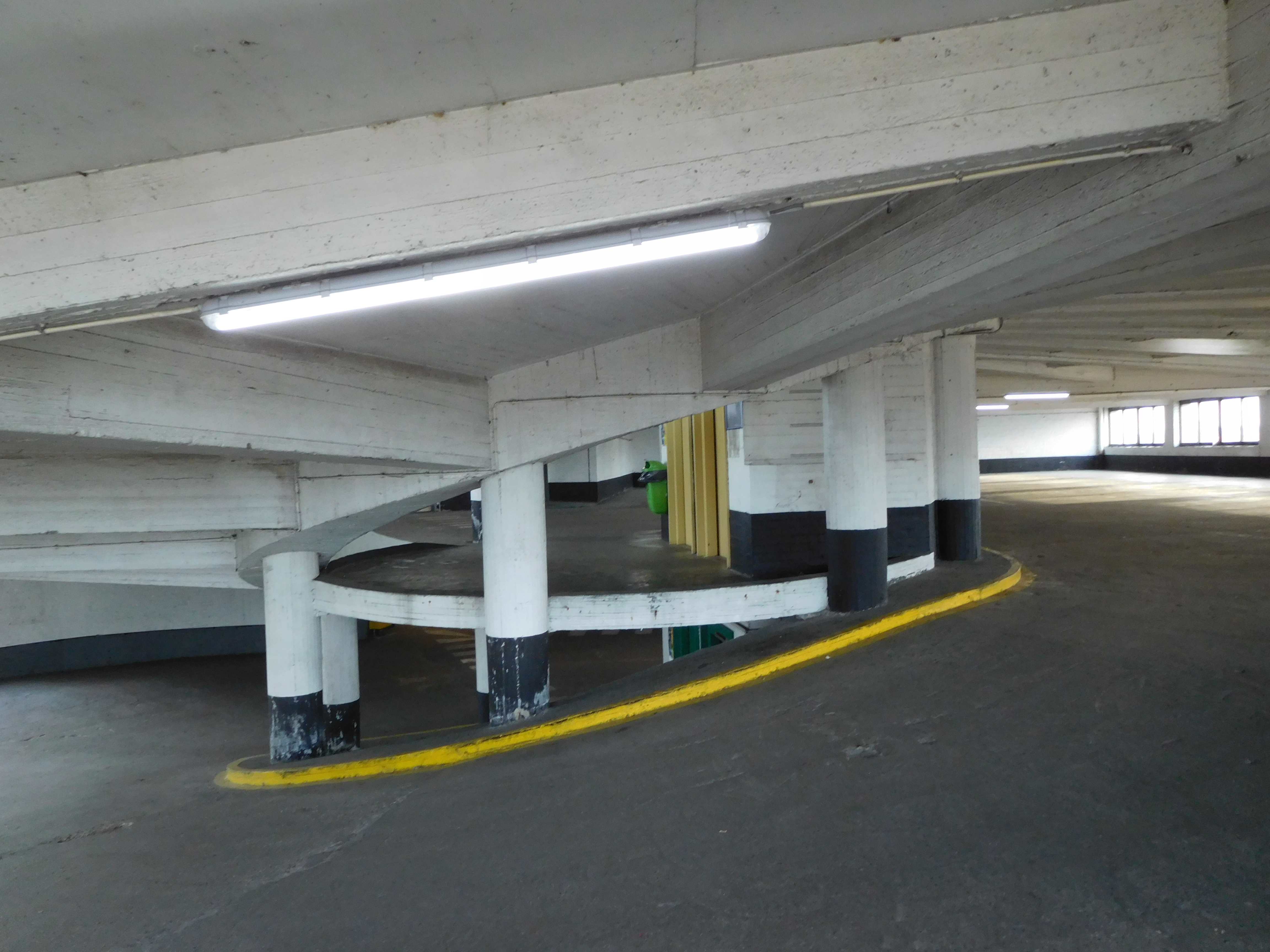
Spiraalvormige oprit van Parking 58
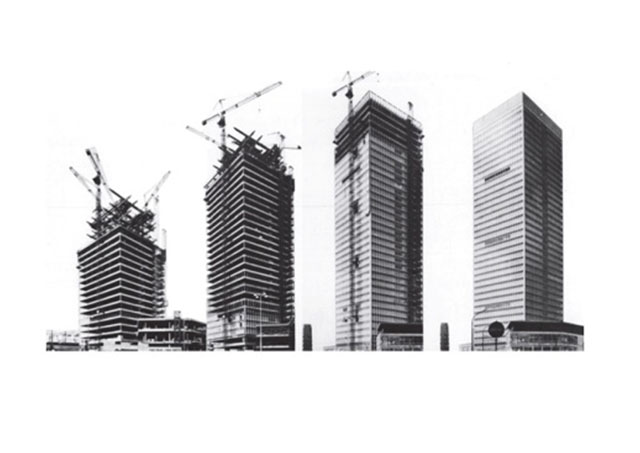
Constructie Zuidertoren

## ENCI Studieprijs
Lipski ontwikkelde de zogenaamde driestangentheorie die leidde tot een beter inzicht in de problematiek van de dwarskrachten in gewapend beton. Hiervoor kreeg hij van de Polytechnische School van Delft de ENCI Studieprijs.

## Publicaties
- Abraham LIPSKI en Louis BAES, La poutre Préflex, Éditions Desoer, Luik, 1965